# Rivnea, Verhovîna
Rivnea (în ucraineană Рівня) este un sat în comuna Verhnii Iaseniv din raionul Verhovîna, regiunea Ivano-Frankivsk, Ucraina.

## Demografie
Componența lingvistică a localității Rivnea
     Ucraineană (99,64%)
     Alte limbi (0,36%)
Conform recensământului din 2001, majoritatea populației localității Rivnea era vorbitoare de ucraineană (99,64%), existând în minoritate și vorbitori de alte limbi.